# Паскуали, Джованни Баттиста
Джованни Баттиста Паскуали, Джанбаттиста Паскуали (итал. Giovanni Battista Pasquali, 1702, Венеция — 14 сентября 1784, Венеция) — ведущий печатник и издатель в Венеции XVIII века, продолжатель дела знаменитого венецианского типографа эпохи Ренессанса Альда Мануция.
Паскуали родился в Венеции в семье Валерио Паскуали и Елены Кальчини. Мать умерла преждевременно, и в 1714 году отец отложил небольшую долю наследства детям, которые ещё были несовершеннолетними. Известно, что в 1720 году Джанбаттиста был учеником в мастерской типографа Джакомо Вальвасенсе (Valvasense), а затем служил типографским рабочим в различных «печатнях» Венеции.
21 декабря 1732 года Паскуали был зарегистрирован в цехе печатников и книготорговцев. Первые издания от его имени вышли в 1735 году. Это были 25 иллюстрированных томов ин-фолио «Thesaurus antiquitatum Romanarum» Иоганна Георга Гревиуса и «Thesaurus Graecarum antiquitatum» Якоба Гроновиуса. В приходе Санти Апостоли недалеко от моста Риальто Паскуали содержал дом, в котором разместил печатную мастерскую и книжный магазин под вывеской «La Felicità delle lettere» («Книжное счастье», или «Радость словесности»).
7 апреля 1736 года Паскуали вступил в партнёрские отношения с Джозефом Смитом, торговцем и деловым агентом, страстным библиофилом и коллекционером произведений искусства. В 1743 году Смит стал британским консулом в Венеции, и на многие годы его Палаццо на Гранд-канале стало связующим звеном венецианской и англосаксонской культур. Условия соглашения не известны, но очевидно, что Смит предоставил капитал, которого Паскуали не хватало для расширения дела. Искусство печати в Венеции того времени испытывало хроническую нехватку финансовых средств. Таким образом Паскуали получил возможность действовать в качестве настоящего издателя, предлагая аристократической публике дорогостоящие издания и контролируя их реализацию.
В то время как другие издатели посвящали свои труды в основном религиозной и назидательной литературе, Паскуали разрабатывал серии научных гуманитарных изданий, хорошо иллюстрированных гравюрами, для чего привлекал художников: рисовальщиков и гравёров. Благодаря Смиту он осуществил переводы и издания энциклопедий, грамматик и словарей, ранее изданных «севернее Альп». Смиту и Паскуали не удалось переиздать «Энциклопедию» Дидро и д’Аламбера с итальянским и французским текстами из-за медлительности, с которой выпускались парижские издания, но они добились успеха с «Циклопедией, или Универсальным словарём наук и искусств» Эфраима Чемберса (1728), что было трудным делом как для перевода текстов, так и для их редактирования на другом языке вместе с иллюстрациями.
В 1729 году Смит и Паскуали подготовили издание «Декамерона» Джованни Боккаччо — воспроизведение раритета 1527 года, и только немногие знатоки могут отличить копию от оригинала. Было напечатано только триста экземпляров, но и они крайне редки, поскольку пожар в типографии уничтожил часть тиража. Примерно в то же время в типографии Паскуали был напечатан Каталог редких книг из собственного собрания Джозефа Смита (Catalogus Librorum Rarissimorum), тираж был ограничен двадцатью пятью экземплярами. Второе издание, содержащее названия ещё 31 книги, было опубликовано в 1737 году. Паскуали написал латинское предисловие к печатному каталогу выдающейся библиотеки Смита, изданному им же в 1755 году: «Bibliotheca Smithiana, seu Catalogus Librorum D. Josephi Smithii Angli per cognomina authorum dispositus».
В 1768 году Смит с помощью Паскуали опубликовал факсимиле издания Андреа Палладио «Четыре книги об архитектуре» (Quattro libri dell’Architettura) с венецианского оригинала 1570 года. В 1746 году Смит заказал Паскуали издание серии из одиннадцати гравюр по картинам Франческо Дзуккарелли и Антонио Визентини, демонстрирующих постройки английской палладианской архитектуры в идеализированной обстановке. В двух томах ин-фолио была издана «Dactyliotheca Smithiana» с воспроизведением коллекции античных камей из коллекции Смита в гравюрах и с комментариями Антонио Франческо Гори (1767).
Значительная часть изданий Паскуали представляет собой научную литературу с тщательно подготовленными комментариями. Книги по медицине Германа Бургаве он сопровождал комментариями и сборниками статей итальянских медиков. К переводам исследований по экспериментальной физике и электричеству Жана-Антуана Нолле он добавил отчёты об экспериментах в области электрической медицины, проведённых итальянскими учёными. Паскуали осуществил издание работ Франческо Альгаротти, среди них — самая популярная научная книга века: «Ньютонианство для женщин» (Newtonianesimo per le dame, 1739). Крупнейший итальянский историограф Лудовико Антонио Муратори опубликовал с помощью Паскуали несколько важных работ — от «Анналов Италии» (Annali d’Italia, 12 vol., 1740—1749) до «Качества народного красноречия» (Pregi dell’eloquenza popolare, 1772). Издания Паскуали, титульные страницы которых отмечены выгравированным Антонио Визентини типографским знаком — древнеримская богиня мудрости Минерва с раскрытой книгой в картуше и сиянии лучей, с девизом «La Felicità delle lettere», — гарантировали качество и пользовались всеобщим доверием.
Паскуали опубликовал более двадцати работ с неверно указанным местом печати — процедура, с помощью которой издатели того времени защищали себя от цензуры или претензий со стороны других стран. Среди таких изданий были сочинения Лукреция в переводе Алессандро Маркетти, в том числе «La filosofia della Natura» (1776), трактат аббата и философа-неоплатоника Джироламо Тартаротти против охоты на ведьм (Del Congresso Notturno delle Lammie Libri Tre 1749), История церкви аббата Клода Флёри (1766—1770), первое полное собрание работ Никколо Маккиавелли, опубликованных в Италии (1768—1769), «Размышления о политической экономии» (Meditazioni sull’economia politica) Пьетро Верри с примечаниями Джан Ринальдо Карли (1771).
Его контакты с женевскими книготорговцами, международным центром торговли в Северной Европе, были доверительными и надёжными, поэтому в течение многих лет книжный магазин Felicità delle lettere предлагал покупателям широкий набор зарубежных изданий.
Однако со временем деловое партнёрство Смита и Паскуали стало испытывать кризис. Было нелегко иметь дело с английским консулом, имевшим склонность к лидерству и привыкшим действовать хитроумно как в бизнесе, так и в жизни.
Став в 1760—1761 годах независимым издателем, Паскуали начал выпуск произведений Карло Гольдони. По крайней мере три десятилетия он продолжал выпускать в среднем двадцать наименований в год. Однако со временем сказались общая негативная ситуация на книжном рынке и личные невзгоды. В 1770 году преждевременно скончался сын Паскуали Валерио, которого он прочил в преемники. Однако Паскуали старался не снижать качества своих изданий, таких как проект первого профессионального журнала медиков «Giornale», начатый им незадолго до смерти 14 сентября 1784 года.
Его сын Пьетро стал управляющим отцовской типографией, в то время как другой сын, Джан Антонио, заботился о книжном магазине и о продажах, хотя он признался своему другу Агостино Карли (сыну Джан Ринальдо), что предпочёл бы руководить шахтами миланского государства, чем быть продавцом книг. Джан Атонио умер в апреле 1805 года. Пьетро Паскуали время от времени выпускал отдельные издания до 1808 года, а затем отказался от профессии; он умер 12 января 1814 года на службе чиновником в австрийской администрации.

## Типографские знаки Дж. Б. Паскуали

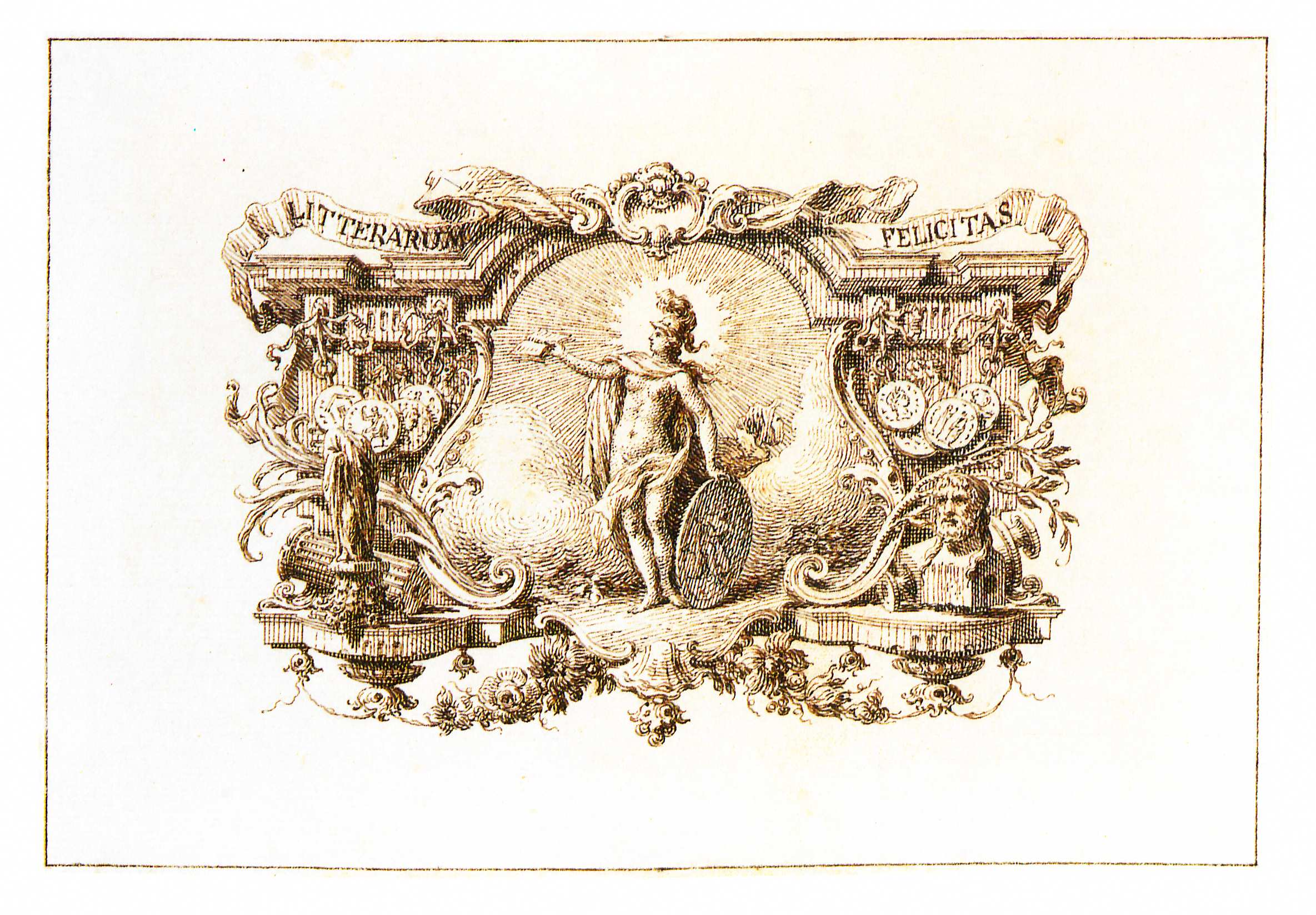
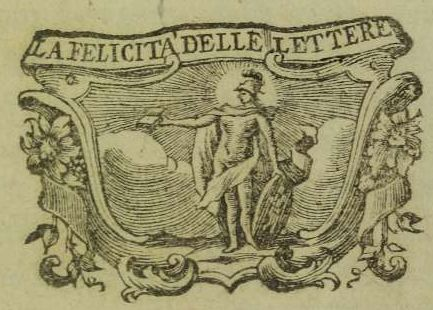
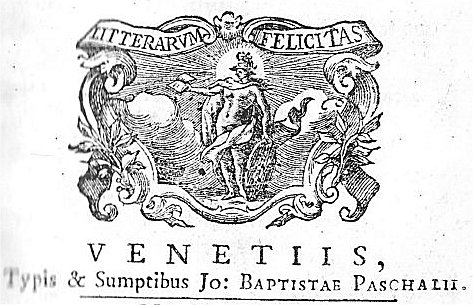
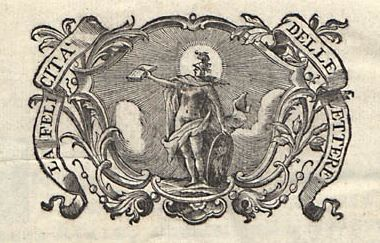